# Martin Wilhelm von Mandt
Martin Wilhelm von Mandt (* 6. August 1799 in Beyenburg, heute Wuppertal; † 20. November 1858 in Frankfurt/Oder) war ein deutscher Mediziner, Universitätsprofessor und Leibarzt des russischen Zaren Nikolaus I.

## Leben
Sein Vater war ein Wundarzt. Von 1813 an besuchte er das Gymnasium in Düren, danach vermittelte ihm medizinisches Grundwissen. Unter dem Generalarzt Graefe kam er 1816 als Lazarettchirurg nach Aachen und tat zwei Jahre in preußischen Militärlazaretten Dienst. 1819 wurde er nach Berlin versetzt, wo er auch studieren konnte. Durch Vermittlung von Karl Asmund Rudolphi unternahm er 1821 als Arzt eine Seereise auf einem Walfischfängerschiff „Blücher“ nach Grönland und Spitzbergen. Nach seiner Rückkehr, 1822, wurde er Assistent am anatomischen Museum in Berlin und promovierte. Ab 1825 war er fünf Jahre Kreisarzt in Küstrin, bevor er 1830 als Professor der Chirurgie nach Greifswald ging. Er war Mitglied der Küstriner Freimaurerloge Friedrich Wilhelm zum goldenen Zepter. Dort richtete er eine chirurgische Klinik und eine Chirurgenschule ein, deren Direktor er wurde. Eine wissenschaftliche Reise führte ihn 1832 durch Italien, Frankreich und England. 1836 ging er mit der russischen Großfürstin Helena Pawlowna, geborene Charlotte von Württemberg nach Petersburg und wurde 1840 Leibarzt des Zaren Nikolaus I. Er unterrichtete zusammen mit Nikolai Iwanowitsch Pirogow am Militärmusterhospital in Petersburg. Im Jahr 1855 wurde er zum Mitglied der Leopoldina gewählt. Im gleich Jahr starb der Zar und Mandt ging in den Ruhestand. So zog von von St. Petersburg nach Frankfurt an der Oder.
Martin Wilhelm von Mandt starb im Alter von 58 Jahren in Frankfurt an der Oder.

## Weblink
- Personendatenbank der Sächsischen Akademie der Wissenschaften, s. v. Martin Wilhelm Mandt